# 욘 라우리센
욘 미켈센 라우리센(덴마크어: John Mikkelsen Lauridsen, 1959년 4월 2일, 남덴마크 지역 리베 ~)은 덴마크의 전직 프로 축구 선수로, 현역 시절 공격형 미드필더로 활약했으며, 넓은 시야로 양발을 자유자재로 다루었다.
그는 에스비에르에서 덴마크 리그를 우승을 거두었고, 이후 에스파뇰과 말라가에서 8년 연속 라 리가에서 활약했다. 그는 전자의 구단 소속으로 250번이 넘는 공식 경기에 출전해 1988년 UEFA컵 결승전 진출에 일조했다.
라우리센은 1981년에 덴마크 국가대표팀 첫 경기를 치른 이래 총 27번의 국제 경기에 출전했고, 유로 1984에 자국을 대표로 출전했다.

## 축구 경력
윌란 반도 남쪽의 리베 출신인 라우리센은 그레스테브로와 바일레의 유소년 축구에서 성장하다가 1978년에 덴마크 1부 리그의 에스비에르에서 성인 무대 신고식을 치렀다. 그는 2년차에 총 16번의 경기에 출전하여 소속 구단의 우승에 일조했다.
1981년 8월 12일, 라우리센은 2-1로 이긴 핀란드와의 친선경기에서 덴마크 국가대표팀 첫 경기를 치렀는데, 그는 이 경기에서 27분에 동점골을 기록했다.(라우리센은 이 경기 골을 포함해 3골을 기록했다.) 그 해 여름, 그는 잉글랜드의 입스위치 타운과 계약할 예정이었지만, 악천후로 배편이 결항했고, 이적은 무산되었다. 얼마 후, 페르난트 호이바르츠는 라우리센과 전화로 연락해 스페인의 에스파뇰행을 제의했고, 그의 이적은 성사되어, 1982년 초에 카탈루냐 연고 구단에 입단해 프로 선수가 되었다.
1년차 전반기에도 불구하고, 라우리센은 1995년에 오늘날의 철자로 구단명을 바꾸기 전인 에스파뇰 소속으로 매년 최소 30경기를 치렀다. 그는 1986-87 시즌에 개인 단일 시즌 최다 출전인 41번의 경기에 출전했고, 소속 구단은 3위로 구단 역사상 라 리가 최고 순위에 올랐고, 소속 구단이 이듬해 UEFA컵 결승전에 오르는데 일조했는데, 이 과정에서 8경기에 304분 출전해 2골을 기록했고, 소속 구단은 레버쿠젠과의 결승전에서 승부차기 끝에 패했다. 그는 에스파뇰에서 7년을 활약하며 250번이 넘는 공식 경기에 출전했는데, 그는 이 업적을 달성한 구단의 유이한 외국인 선수로, 다른 선수는 카메룬 국적의 토마 은코노였다.
에스파뇰 시절, 라우리센은 덴마크 선수단 일원으로 유로 1984 경기에 출전해 2경기를 출전했는데, 5-0으로 이긴 유고슬라비아전에서 득점을 기록했다. 그는 7년 동안 27번의 국가대표팀 경기에 출전하는데 그쳤는데, 당시 프랑크 아르네센, 쇠렌 레르뷔, 얀 묄뷔, 그리고 예스페르 올센과 같은 쟁쟁한 선수들의 존재로 출전 기회를 잡기 어려웠기 때문이었다. 그는 1988년 4월 27일, 오스트리아와의 친선경기에서 마지막 국가대표팀 경기를 출전했다.
라우리센은 1988년에 에스파뇰에 떠나고도 또다른 스페인 1부 리그 구단인 말라가로 이적해 스페인 무대에 잔류했다. 그는 아마추어 구단인 에스비에르로 복귀해 소속 구단을 2부 리그로 승격시키고 은퇴했다. 그의 은퇴 경기는 1992년 11월 19일에 열린 유소년 시절 친정 구단인 바일레와의 경기로, 33세였던 그의 마지막 경기는 4-1 승리로 끝났다.
은퇴 후, 라우리센은 브라밍에 거주하고 있다. 이후, 그는 에스파뇰의 전 선수들 모임 경기에 몇 차례 출전했다.

## 수상
- 덴마크 1부 리그: 1979
- UEFA컵 준우승 1987–88